# Мониш Перештрелу, Филипа
Филипа Мониш Перештрелу (порт. Filipa Moniz Perestrelo; ок. 1455, остров Порту-Санту — между 1479 и 1484) — португальская дворянка с португальского острова Порту-Санту (архипелаг Мадейра). В 1479 году она вышла замуж за Христофора Колумба в Вила-Балейре, на южном побережье Порту-Санту.

## Биография
Филипа Мониш была дочерью Изабель Мониш и Бартоломеу Перештрелу. До своего замужества она была одной из двенадцати элитных комендадор монастыря Всех святых в Лиссабоне военного ордена святого Иакова. Её приёмный сын Фернандо Колумб и шурин Бартоломео Колумб описывали её как «благородную комендадору», проживавшую в монастыре Всех Святых.

### Замужество
Отвечая на вопрос о том, как Христофор Колумб, сын генуэзского ткача шерсти, мог жениться на дочери португальского рыцаря ордена Сантьяго, члена семьи принца Жуана и принца Генриха Мореплавателя, американский морской историк Самуэль Элиот Морисон писал, что это не является большой тайной. Филипе к тому времени было уже около 25 лет, её мать была вдовой со скудными средствами и поэтому была вполне довольна, что у неё больше не было долгов перед монастырём и зятя, который просил бы приданого.
Согласно другой версии, представленной португальским историком Жоэлем Силвой Феррейрой Матой, который исследовал всех резидентов монастыря Всех Святых, Филипе, как члену ордена святого Сантьяго, для того, чтобы выйти замуж за будущего адмирала Колумба требовалось разрешение от магистра ордена, так как, как и все другие религиозные и военные ордена, орден Сантьяго имел свои установленные правила и протоколы, которыми он управлялся. Магистром ордена Сантьяго с 1470 по 1492 год был король Португалии Жуан II. От этого брака в 1479 или 1480 году родился Диего Колон, который стал вторым адмиралом, вторым вице-королём и четвёртым губернатором Индий и женился на двоюродной племяннице короля Фердинанда II — Марии де Толедо-и-Рохас. Таким образом, Филипа Мониш, будучи дочерью королевского капитана, в конечном итоге стала женой и матерью соответственно двух вице-королей Индий.

### Смерть
Судьба Филипы неизвестна, в том числе умерла ли она до того, как Колумб покинул Португалию, а также и причина её смерти. Согласно современным данным она скончалась где-то между 1478 и 1484 годами. Филипа была похоронена в Капела-да-Пьедаде (Часовне благочестия), расположенной справа от главной часовни в Кармелитском монастыре в Лиссабоне, рядом со своей сестрой Изеу Перештрелу и шурином Педру Коррейя-да-Куньей.